# Torneo de Reserva 1933
El Torneo de Reserva 1933 fue la tercera edición del certamen organizado por la Liga Argentina de Football.
Participaron un total de 18 equipos, todos participantes de la Primera División 1933.
El certamen consagró campeón por tercera vez en su historia a Vélez Sarsfield.

## Equipos
| Equipo                      | Ciudad               |
| --------------------------- | -------------------- |
| Argentinos Juniors          | Buenos Aires         |
| Atlanta                     | Buenos Aires         |
| Boca Juniors                | Buenos Aires         |
| Chacarita Juniors           | Buenos Aires         |
| Estudiantes de La Plata     | La Plata             |
| Ferro Carril Oeste          | Buenos Aires         |
| Gimnasia y Esgrima La Plata | La Plata             |
| Huracán                     | Buenos Aires         |
| Independiente               | Avellaneda           |
| Lanús                       | Lanús                |
| Platense                    | Buenos Aires         |
| Quilmes                     | Quilmes              |
| Racing                      | Avellaneda           |
| River Plate                 | Buenos Aires         |
| San Lorenzo de Almagro      | Buenos Aires         |
| Talleres                    | Remedios de Escalada |
| Tigre                       | Victoria             |
| Vélez Sarsfield             | Buenos Aires         |

### Distribución geográfica de los equipos
| Región                 | Cant. | Equipos |
| ---------------------- | ----- | --- |
| Ciudad de Buenos Aires | 10    | Argentinos Juniors, Atlanta, Boca Juniors, Chacarita Juniors, Ferro Carril Oeste, Huracán, Platense, River Plate, San Lorenzo de Almagro y Vélez Sarsfield |
| Conurbano bonaerense   | 6     | Independiente, Lanús, Quilmes, Racing, Talleres y Tigre |
| Ciudad de La Plata     | 2     | Estudiantes de La Plata y Gimnasia y Esgrima La Plata |

## Sistema de disputa
Se llevó a cabo en dos ruedas, por el sistema de todos contra todos, invirtiendo la localía. La tabla final de posiciones del torneo se estableció por acumulación de puntos. En caso de igualdad en puntos en el primer puesto, se disputó un partido desempate. El ganador se consagró campeón.

## Tabla de posiciones
| Pos. | Equipo                      | Pts. | J  |
| ---- | --------------------------- | ---- | -- |
| 1.º  | Vélez Sarsfield             | 47   | 34 |
| 2.º  | San Lorenzo de Almagro      | 45   | 34 |
| 3.º  | Boca Juniors                | 43   | 34 |
| 4.º  | Estudiantes de La Plata     | 43   | 34 |
| 5.º  | Huracán                     | 43   | 34 |
| 6.º  | Chacarita Juniors           | 40   | 34 |
| 7.º  | Racing                      | 40   | 34 |
| 8.º  | Platense                    | 39   | 34 |
| 9.º  | River Plate                 | 38   | 34 |
| 10.º | Argentinos Juniors          | 36   | 34 |
| 11.º | Lanús                       | 35   | 34 |
| 12.º | Independiente               | 34   | 34 |
| 13.º | Gimnasia y Esgrima La Plata | 30   | 34 |
| 14.º | Talleres                    | 30   | 34 |
| 15.º | Ferro Carril Oeste          | 25   | 34 |
| 16.º | Tigre                       | 22   | 34 |
| 17.º | Atlanta                     | 14   | 34 |
| 18.º | Quilmes                     | 8    | 34 |

|  | Campeón. |

|                                     |
|                                     |
| Campeón Vélez Sarsfield 3.er título |